# Umm ar-Rumman (Al-Hasaka)
Umm ar-Rumman – wieś w Syrii, w muhafazie Al-Hasaka. W 2004 roku liczyła 268 mieszkańców.